# 愛の夢
『愛の夢』（あいのゆめ、:独: Liebesträume）は、フランツ・リストが作曲した3曲から成るピアノ曲。サール番号541。「3つの夜想曲」（みっつのやそうきょく）という副題を持つ。第3番は特に有名。
もともと歌曲として作曲した3つの曲を1850年に作曲者自身がピアノ独奏版に編曲したものである。原曲については曲目の括弧内参照。
- 第1番 - 変イ長調（『高貴な愛』"Hohe liebe" S.307、ルートヴィヒ・ウーラント詞、1849年作曲）
- 第2番 - ホ長調（『私は死んだ』 "Gestorben war ich" S.308、ルートヴィヒ・ウーラント詞、1849年作曲）
- 第3番 - 変イ長調（『おお、愛しうる限り愛せ』 "O lieb so lang du lieben kannst" S.298、フェルディナント・フライリヒラート詞、1845年作曲）